# Grand Médine
Grand Médine è il settimo album in studio del rapper francese Médine, pubblicato il 6 novembre 2020. L'album contiene numerosi featuring con Hatik, Koba LaD, Rémy, Larry, Pirate, Oxmo Puccino, Soso Maness, YL e Bigflo & Oli

## Tracce
CD1
1. Ignorez l'intro – 3:30 (musica: UNCL & Achraf Baati)
2. FC Grand Médine – 2:47 (musica: Mikuda & Wladimir Pariente)
3. Grand Dla Tess (feat. Hatik) – 3:24 (musica: Denza, MOC & Sofiane Pamart)
4. God Complex – 2:34 (musica: Wladimir Pariente & DST The Danger)
5. Voltaire – 3:21 (musica: Proof & Sofiane Pamart)
6. Grand Paris 2 (feat. Koba LaD, Larry (50), Oxmo Puccino, Pirate 182, Rémy) – 4:46 (musica: Proof)
7. HLM Grand Médine – 2:54 (musica: Proof)
8. A L'essentiel – 2:23 (musica: Le Motif & Redzol)
9. Quartier VIP (feat. Soso Maness) – 4:09 (musica: Proof)
10. Sara - Enfant Du Destin – 4:49 (musica: Proof)
11. Barbapapa – 2:16 (musica: Achraf Baati)
12. Reste (feat. YL) – 3:06 (musica: Proof)
13. Ray – 3:46 (musica: Loxon, Kaonefy & Sofiane Pamart)
14. L'imposteur – 3:12 (musica: Proof)
15. Tue L'amour – 2:58 (musica: Wladimir Pariente, USKY, Dinos & DST The Danger)
16. Tête À Coeur (feat. Bigflo & Oli) – 3:53 (musica: Proof & Mik Prod)
17. FAQ – 2:47 (musica: Achraf Baati)

CD2 nella Limited Edition
1. Brassens – 3:28
2. Kyll (feat. Booba) – 3:20
3. Enfants Forts – 2:38
4. Bezoin – 3:05
5. LJOJALR (Le jour ou j'ai arrêté le rap) – 3:22
6. Exo-Médine – 1:54